# Stefania di Provenza
Stefania di Provenza, in francese Étiennette de Provence o de Gévaudan  o de Gévaudan-Provence. (1110 circa – 1163 circa), fu signora di Baux, in quanto moglie di Raimondo di Baux, dal 1115 circa, al 1150 circa.

## Origine
Figlia secondogenita del Visconte di Millau, di Gévaudan, e di Carlat, Gilberto I di Gévaudan e della Contessa di Provenza, Gerberga (come ci viene confermato dal documento nº 40 dell'Inventaire chronologique des chartes de la famille de Baux), figlia secondogenita del conte di Provenza, Goffredo I e della moglie Stefania o Dolce (?- dopo il 1096, anno in cui Stefania fece una donazione per l'anima del figlio Bertrando), come viene riportato a pagina 529 delle Note dell'Histoire Générale de Languedoc, Tome II; secondo lo storico Szabolcs de Vajay, Stefania era viscontessa di Marsiglia, figlia del visconte di Marsiglia, Guglielmo II.
Gilberto I di Gévaudan era figlio primogenito del visconte di Millau e di Gévaudan, Berengario II (?-1090 circa) e della moglie la viscontessa di Carlat, Adela, figlia del visconte di Carlat, Gilberto e di Nobilia, Viscontessa di Lodève.

## Biografia
Stefania sposò verso il 1115 Raimondo, signore di Baux, come risulta dal documento nº 40 dell'Inventaire chronologique des chartes de la famille de Baux e, come ci viene confermato dalla Ex Brevi Historia Comitum Provinciæ e familia comitum Barcinonensium, figlio del suo predecessore, Guglielmo Ugo e della moglie, Vierne, di cui non si conoscono gli ascendenti.
Nel 1121 fecero una donazione ai Cavalieri Ospitalieri dell'Ordine dell'Ospedale di San Giovanni di Gerusalemme, assieme al marito, come risulta dal documento nº 31 dell'Inventaire chronologique des chartes de la famille de Baux.
Nel 1129, alla morte di sua sorella (Dolce, contessa di Provenza, che aveva sposato nel 1112 Raimondo Berengario III, conte di Barcellona), suo marito Raimondo di Baux rivendica pretese sulla contea di Provenza, scatenando nel 1144 le cosiddette Guerres baussenques (1144-1162).
Testimonianza della guerra è riportata dalla Bibliotheca Sebusiana, quando ricorda gli schieramenti contrapposti, nel 1156 .
Nel 1160, l'imperatore, Federico Barbarossa, secondo il documento n° 57 dell'Inventaire chronologique des chartes de la famille de Baux, confermò i privilegi di battere moneta, nelle contee e viscontee di pertinenza della famiglia di Baux, confermando le concessioni del re dei Romani (re di Germania), Corrado III di Svevia.
Stefania morì verso il 1163.

## Genealogia
```
Gerberga di Provenza
, 
contessa di Provenza

1073? sposò 
Gerberto
(v.1053 - v.1110), alias 
Gilberto
 (? - v. 1110), visconte
        │                
        ├─ 
Dolce
 (v.1190 - 1127 o 1129) alias 
Dolça
, sposa nel 1112 
Raimondo Berengario
, 
        │  
conte di Barcellona

        └─ 
Stefania
 (1110? - 1160) alias 
Étiennette
 (in fr.) o 
Stéphania
,
           verso il 
1115
 sposò 
Raimondo di Baux
 (? - 1150), 
signore
 di 
Baux-de-Provence
 dal 
1095
 al 
1150

            │                
            ├─ 
Ugo
 (v.1120 - ?), 
signore
 di 
Baux-de-Provence
 dal 
1150
 al 
1170

            ├─ 
Bertrando
 (v.1137 - 1181), sposò 
Tiburge d'Orange
, figlia di Guglielmo di Montpellier
            ├─ 
Guglielmo
 (? - ?)
            ├─ Gilberto (? - ?)
            ├─ Raimondo (? - ?)
            ├─ Alasacie (? - ?), sposò Pietro di Lambesc
            └─ Mabille o 
Matelle
 (1125 - ?), sposò nel 1145 Pietro, visconte di Béarn, 
               e, in seconde nozze nel 
1155
, Centule, conte di Bigorre
```

### Fonti primarie
- (LA)  Cartoulaire de Marseille Saint-Victor Tome I.
- (LA)  Histoire Générale de Languedoc, Tome V, Preuves, Chartes et Diplômes.
- (LA)  Rerum Gallicarun et Francicarum Scriptores, Tome XII.
- (LA)  Gallia Christiana in provincia ecclesiastica, tomus I,.

### Letteratura storiografica
- Louis Halphen, La Francia nell'XI secolo, in «Storia del mondo medievale», vol. II, 1999, pp. 770–806
- Louis Halphen, Il regno di Borgogna, in «Storia del mondo medievale», vol. II, 1999, pp. 807–821
- Antonello del Balzo di Presenzano, A l'asar Bautezar! I del Balzo ed il loro tempo, Napoli 2003.
- (FR)  Inventaire chronologique des chartes de la famille de BauxI.